# George Stetson
George Washington Stetson (ur. 1814; zm. 9 października 1879 w Edinboro) – amerykański duchowny adwentystyczny. Z wykształcenia fizyk, pracował również jako nauczyciel.
Pochodził z rodziny, która przybyła do Ameryki z Anglii w 1634 roku, czternaście lat po pierwszych purytańskich osadnikach przybyłych na pokładzie Mayflower. Zwolennik millenaryzmu i unitarianizmu, wierzył w warunkową nieśmiertelność duszy, śmierć jako stan snu w oczekiwaniu na zmartwychwstanie oraz szansę na zbawienie na Sądzie Ostatecznym dla tych którzy nigdy nie usłyszeli Ewangelii. Współpracował z Henrym Grewem i George’em Storrsem, a w późniejszym okresie z Jonasem Wendellem i Charlesem Taze Russellem. Wraz ze Storrsem redagował pismo „The Herald of Life and the Coming Kingdom” (Zwiastun Życia i Nadchodzącego Królestwa), które ukazywało się w latach 1862-1882. Pisał również artykuły do czasopisma „The World’s Crisis”.
Wspólnie z kaznodzieją adwentystycznym, Wendellem, w latach 70. XIX wieku działał w kilku kościołach na terenie Pensylwanii i Ohio. W 1872 roku przez 10 miesięcy był pastorem kościoła w Pittsburghu, następnie aż do śmierci służył w kościele w Edinboro w Pensylwanii. Podczas głoszenia w Pittsburghu poznał Charlesa Taze Russella, wywierając wpływ na jego poglądy. W pogrzebie Stetsona wzięło udział ponad tysiąc dwieście osób. Zgodnie z wolą zmarłego, mowę pogrzebową wygłosił Russell. Wspomnienie o Stetsonie ukazało się w listopadzie 1879 roku na łamach Strażnicy Syjońskiej.